# ファネット・ゴベール (架空の人物)
ファネット・ゴベール（仏表記：Fanette Gobert）は、 さいとう・たかを作の劇画『ゴルゴ13』架空の人物。初出は第562話「Gの遺伝子」。ゴルゴ13スピンオフ作品『Gの遺伝子 少女ファネット』の主人公。
主人公のゴルゴ13（以下ゴルゴ）については、ゴルゴ13 (架空の人物)を参照。関連する登場人物の詳細はゴルゴ13の登場人物を参照。またサブタイトル作品についてはゴルゴ13のエピソード一覧を参照。

## 人物

### 個人情報
- 性別：女性。
- 生年月日：不明。
- 年齢：14歳[1]。
- 身長：154cm[1]。
- 視力：2.0（それ以上ある可能性がある）[1]。
- 血液型：A型[1]。
- 国籍：フランス[1]。

フランス・パリのお嬢様学校である私立「サン・リュカ中学校」に通う少女。日本では中学2年生に相当する。文武両道、才色兼備であり、様々な超人的な才能を持ち、中学校の生徒からは「聖なる怪物」と呼ばれている。また、多才な学生射撃選手として世間の注目を浴び、フランス国内では有名人である。
実は、ゴルゴの遺伝子を持つ少女であり、ゴルゴに似た鋭い目付きを持つが碧眼で、風貌は金髪をポニーテイルにした欧米人的なものである。左目の下には泣きぼくろがあり、左上腕部には過去の銃撃事件によるZ型の銃創がある(普段はファンデーションなどで隠している)。実母は10年前に死亡、実父は不明である。4歳の頃に養子として引き取られ、パリ郊外に屋敷を持つ裕福な家庭に育つ。養父母のゴベール夫妻は「ジャン・ミッシェル・ゴベール病院」を運営しており、弱者や移民を無償で治療する慈善家でもある。

### 技能
ランニングターゲット競技など、射撃競技においてオリンピック選手級の腕前を持つ（第562話「Gの遺伝子」の時点では学生ライフル選手権の優勝候補、第587話「ゴルゴダの少女」の時点では学生ライフル競技において世界一になっている）。他にも体操、テニス、スカッシュ、柔道等の各種運動競技や格闘技において世界中からスカウトが来るなど、極めて高い身体能力を持つ(本人はそれらを行うのはあくまでライフル射撃の鍛錬のために過ぎない、としている)。
自身の描いた絵画『ゴルゴダの呼び声』が賞を得るなど、芸術や美術でも高い才能を持つ。ピアノ、バイオリン等でもプロ級の腕前を誇り、絶対音感を持ち、難曲を演奏するなど音楽においても高い才能を有する。数学やチェスでも高い才能を誇り、国際大会でも活躍している。中学生にして既に大学受験資格も得ており、IQ180という驚異的な知能指数を持つ。
その他、読唇術を習得しており、医療知識も豊富であり、高い状況判断能力を持つ。見た物を写真のように思い出せる記憶能力、暗記能力、得た情報から頭の中で立体的にマッピングする空間把握能力など、各種の高い学習能力を有する。また、幼少期から通訳ボランティアを行うなどマルチリンガルであり、驚異的な言語習得能力を持つ。

### 服装及び所持品
中学校の校則により保護者の同伴が無い場合は、休日以外の外出時には課業外でも制服を着用していることが多い。お嬢様のたしなみで常に裁縫(ソーイング)セットを携帯している。

### 性格
善良で他者に優しく品行方正である。学校内では「聖なる怪物」として尊敬と憧れの的になっていることや、多才な射撃選手として世間では有名であることに困惑することも多い。養父母を尊敬し大切に思っており、また弱者や移民を無償で治療する養父母を幼少期から手伝っていた家庭環境などもあり、正義感が強く弱者や助けを求める人間を放置できない。しかし、知性的ではあるが若く経験が少ないためか、熟慮より行動を優先する傾向にあり、結果としてトラブルや悲劇を招いたことを悔み自戒することも多い。少女らしからぬ強靭な精神力や意思を持つ一方で、兎のように臆病でもあり、それゆえ本能的に危険な人物を察知し警戒する。射撃時や危機的状況ではゴルゴに似た鋭い目付きとなる。自身や親しい人々や弱者を守るためならば、ゴルゴの「Gの遺伝子」の影響のためか、脅威に対する暴力の行使を躊躇わない。時には相手を殺害してしまうことすらある。
本人は自身の体に流れる血から沸き起こる制御しかねる力（『ゴルゴダの呼び声』）に呑み込まれ戻れなくなることを恐れ、制御しようと苦悩している。

### 体質
ゴルゴの「Gの遺伝子」の影響のためか、常人よりもアドレナリンが大量に放出される体質であり、頭の回転が速く、危機的状況では少女らしからぬ高い戦闘能力を発揮する。アルコールに弱い体質（日本人など東洋人に多い下戸体質）であり、摂取してしまうと身体能力が極端に低下してしまうことがある。

### 戦闘能力
ゴルゴの「Gの遺伝子」の影響のためか、戦闘時などの危機的状況では極めて身体能力は高く俊敏であり、時には至近距離から発射された拳銃の弾丸を回避したり、ロケットランチャーによる攻撃や、爆弾による爆風や破片でさえも無傷で回避することすらもある。
また視覚能力も優れており、通常の視力検査上限にあたる視力2.0とされるが、銃撃戦の際に本来ならば視力2.0では視認不可能な距離のはずの着弾箇所を正確に目視で認識していた事例(第619話「超絶技巧ツィガーヌ」)などから、実際には視力2.0を大きく上回る可能性が高い。
銃器を用いる戦闘では、普段から使用している各種の競技用ライフル銃のみならず、AK-47のような長距離狙撃(ロング・キル)向きではない突撃銃を光学照準器（スコープ）無しに狙撃銃のように扱い、近距離での銃撃戦でも拳銃や突撃銃などで素早く正確な射撃を行える。さらには銃口初速の遅い近距離向けのサイレンサー付の拳銃や古い弩(アルバレート)ですらも遠くから正確な射撃を行うことが出来る。
接近戦では、正面からの奇襲が主な戦闘スタイルであるが、強いと見た相手には体重の軽さやリーチの短さをカバーするため、重力を利用したトリッキーな戦法を取ることもある。旧ソ連の諜報員からは「スペツナズの将校にもあなた(ファネット)ほどの接近戦(ショート・キル)の魔術師はいないかもしれない」と評されている。
しかしながら、少女らしからぬ超人的な戦闘能力ではあるものの、ゴルゴとは異なりまだ若く未熟なためか、銃器で武装した集団により包囲された場合など、状況によってはあっけなく抵抗を封じられたり拘束されてしまうこともある。

### ゴルゴとの関係
ゴルゴの名前や詳しい正体は知らず、「あの方」と呼んでいる。瀕死だった幼少期に、ゴルゴから輸血されて命を救われた過去を持つ。ゴルゴを命の恩人として慕い、時には自身の危険を省みず、ゴルゴに対して仁義を果たそうとする。ゴルゴを回想するたびに自身の描いた『ゴルゴダの呼び声』を連想し、超人的な能力を受け継いだことによる血の繋がりや、どことなく懐かしさや思慕の情を感じることがある。
ゴルゴの忠告もあり、決してゴルゴのいる世界（『ゴルゴダの呼び声』）には踏み入ってはならないこと、たとえ神に背を向け地獄に落ちようともゴルゴに関する秘密を守ると堅く決心している。
ゴルゴとの血縁関係について
作者のさいとう・たかをは、生前のインタビューにて「『Gの遺伝子』を読んだ方から、「あの娘（ファネット）は本当にゴルゴの実子なのか？」と質問を受けます。仮に血が繋がっているとしても、娘な訳がない。ゴルゴの年齢から考えたら孫になってしまうね（笑）。もともとゴルゴは私より一つ歳上という設定でしたから。10代の娘とゴルゴが普通に会話しているのがユニークです。ひたすら残酷な事をやってきたゴルゴが、おじいちゃんと孫みたいな会話をしてしまうのは、もしかしたら私の中で何かが変わったのかもしれないですね。」と、半世紀以上の連載により生じたゴルゴ13の年齢設定（当初の設定ではゴルゴは1935年生まれということになる）の矛盾をジョークを交えて語っているが、ファネットはゴルゴの実子なのか否かについては明言していない。

## 登場作品
スピンオフを含め脚本は全て夏緑が担当している。
SPコミックス第206巻第562話「Gの遺伝子」 （ビッグコミック 2016年10～13号 掲載）
初登場。ファネットが通う中学校の美術の授業で描いた『ゴルゴダの呼び声』という、幼い頃から見ている死神の夢（鎌を持ち茨の冠をかぶる骸骨の姿をした死神が、屍で埋め尽くされた地獄の荒野の世界に佇む）を題材にした作品が、パリ学生絵画展で金賞を受賞し、多才な学生射撃選手として世間の注目を集め、マスコミの取材を受ける。
数日後の夜、ファネットはゴベール邸に押し入ろうとした強盗らしき不法移民を、養父母のゴベール夫妻を守るために躊躇うことなく競技用ライフル銃で射撃して撃退するが、それをきっかけに、それまで忘れていた過去の記憶を断片的に思い出していく。
その後、新聞記事にファネットの顔写真が掲載されたことで、米国NSAからゴルゴ13の娘と推定され、拉致されてしまう（ファネットの養父母は娘が過去の銃撃事件の生き残りであることから、学校には顔出しをさせないようにと頼んでいたが、教師の軽率な行動によってファネットの顔が知られてしまうことになった）。
過去の記憶を徐々に取り戻したファネットは、拉致先から機転を利かせ自力で脱出し、NSA相手に互角の銃撃戦を行うも、銃弾がなくなり絶体絶命のところをゴルゴに救出される。養父母の待つ病院へと送ってもらった際に、実母の遺品であるバイオリンを受け取った。
本名はヘゲドゥシュ・ジャネット。実母はハンガリー人のヘゲドゥシュ・スザナという酒場のバイオリン奏者で、彼女はかつてゴルゴと一夜をともにしている。作品の時代から10年前、フランスでは不法移民の抗争が相次ぎ、スザナとジャネットはその巻き添えで撃たれてしまう。しかし、そこへ「仕事」でやって来たゴルゴによってジャネットは助かるが、腹部に重傷を負ったスザナは死期を悟り、ゴルゴに射殺してもらう。ジャネットは養父母の病院で手術を受けるが、この際にゴルゴが輸血のドナーを自らかって出ている。
NSAによるDNA鑑定の結果、ゴルゴ13の娘と断定され、ファネット自身も「あなたは私のお父様なのね？」と尋ねるが、ゴルゴはDNA鑑定の結果について、輸血したときに自分の幹細胞が増殖したからであり、血縁者ではなく赤の他人だ、と否定している。
SPコミックス第216巻第587話「ゴルゴダの少女」 （ビッグコミック 2019年2～5号 掲載）
第562話「Gの遺伝子」の続編にあたる。フランスでは名士の暗殺事件が相次ぎ、多数の不法移民が行方不明になっていた。ファネットは、ゴルゴが自分を突き放したのは『ゴルゴダの呼び声』の世界に踏み込ませないためだと思うようになる。ファネットは、スラム街の顔役ジョニーとのトラブルによって知り合いになった不法移民の少年が、行方不明になったことから謎の不法移民排斥組織が暗躍していることを突き止め、少年を救出するためアジトの修道院に忍び込む。そこで偶然にも組織殲滅の依頼を受けて潜入していたゴルゴと再会するが、組織の罠にかけられ共に処刑用の落とし穴で地下墓地に落とされてしまう。ゴルゴは落下したファネットの命を救ったものの重傷を負い出血により意識を喪失、戦闘不能になる。組織の追っ手が迫る中、ファネットは自らの血をゴルゴに輸血し、意識を取り戻したゴルゴと共に窮地を脱する。ゴルゴとの別れ際、ファネットは『ゴルゴダの呼び声』の世界には踏み込んではならないのだと改めて悟るのであった。
第619話「超絶技巧ツィガーヌ」 （ビッグコミック 2022年12～14号 掲載）
第587話「ゴルゴダの少女」の続編、及びスピンオフ作品『Gの遺伝子 少女ファネット』の前日譚にあたる。父親であるユベール・ブサール警視(第159話「メスリーヌの猫」参照。)の意思を継ぎ、ゴルゴ13（#106）を極秘捜査していたフランス・パリ警視庁捜査介入部（BRI-PP）のファビアン・ブサール警部は、外見的特長からファネットがゴルゴと何らかの関係があるのではないかと疑い、部下のダルトワとギドンの3人でファネットの身辺を監視し始める。一方、ファネットは射撃大会でスランプに陥っていたが、先輩の音楽部部員と音楽教師の提案により、トルコ大使ら要人が招かれる音楽ホールの公演にて演奏する『ツィガーヌ』のバイオリンの独奏を急遽引き受けることになった。そのような状況で公演を狙うテロ事件が発覚、ブサール警部の監視の目を気にしつつ、ファネットはテロを防ぐため犯人たちと対決することになる。事件終結後、ブサール警部はファネットに対する事情聴取で揺さぶりを掛け、ゴルゴとの関係を暴こうとする。そしてゴルゴも、この事件の裏でまた動いていたのであった。
第641話「ゴッド・セイブ・ザ・キング」 （ビッグコミック 2024年14～17号 掲載）
ファネット本人は登場せず、広告塔としてカフェのポスター(困惑する表情から第587話「ゴルゴダの少女」の際に撮影された写真と思われる)にて登場。英国新国王の戴冠式に使用される宝石の国際的陰謀をめぐり、英国MI6が捜索していた殺し屋がパリに現れた際に、MI6部長ギャラード・ギャラガー(第148話「薔薇の下で」、第628話「霧と薔薇の葬送」参照。)、MI6職員シャーリー・アンドリュース(元MI6部長ヒューム卿の大姪。本話にて初登場。)らとともに、殺し屋逮捕に協力するブサール警部、ダルトワ、ギドンらパリ警視庁捜査介入部（BRI-PP）の隊員たちが登場する。

## スピンオフ

### Gの遺伝子 少女ファネット
『ビッグコミック増刊』にて2022年8月号から2023年12月号まで連載された、ファネットを主人公としたスピンオフ作品。原作さいとう・たかを／さいとう・プロ作品。脚本は夏緑およびさいとう・プロによる。既刊2巻。
- 第1話「いにしえのプロローグ」 （ビッグコミック増刊 2022年8月号 掲載）

ファネットの養父母の病院に行き倒れた身元不明の老人が運び込まれる。同じ頃フランス国境のジュラ空域の航空管制システムが機能停止、旅客機同士の空中衝突事故の危機が迫っていた。実はこの老人はかつてフランスで悪名を馳せた強盗団の鍵師(ハッカー)で、犯罪組織から命を狙われ長年逃げ続ける立場であった。機能停止したジュラ空域のバックアップ管制システムは旧式であり、この老人が持つ現代では廃れたプログラム技術(プロローグ)が無ければ動かせない。そこでブサール警部率いるパリ警視庁捜査介入部（BRI-PP）が老人を保護し、ジュラ管制室までグライダーで輸送しようとするが、病人である老人を案ずるファネットが同行を申し出る。そしてゴルゴもこの危機の裏でまた動いていたのであった。
- 第2話「THIRD EYE」 （ビッグコミック増刊 2022年10月号 掲載）

ファネットの屋敷にかつてネパール大地震の際に世話をしたネパール人の少年が助けを求める。少年の村は元グルカ兵が率いる私兵団を抱えた悪逆無道な中国のミネラルウォーター飲料会社の採水工場によって支配されており、外部との連絡手段を絶たれた村人たちは反抗すれば容赦なく殺され、村で崇拝される生き神クマリ(巫女)である少年の妹も人質として工場に監禁されていたのであった。ファネットは村の実態調査と監禁された少年の妹を救出するため、養父母を説得し単身ネパールに向かう。そこで偶然にも、かつてゴルゴが助けた少年ラモン(本編第398話「白龍昇り立つ」参照。)と知り合い、彼の手助けにより村まで辿りつく。工場長を騙して工場内部を見学したファネットは空間把握能力により工場内部の監禁場所を特定、少年の妹と強制労働させられていた村人たちを工場から逃がし、私兵団の元グルカ兵と対決することになる。
- 第3話「天使の箴言」 （ビッグコミック増刊 2022年12月号 掲載）

ファネットの中学校に飾られた価値の無いはずの絵画が盗まれ、時を同じくしてファネットの後輩の美術部部員も行方不明になる事件が起こる。ファネットはスラム街の顔役ジョニー(本編第587話「ゴルゴダの少女」参照。ファネットに助けられ、改心してファネットの協力者になった。)が集めた情報から、グラフィティ(落書き)アートで世間の話題を集めていたパルクール(軽業)集団が、これらの事件に関わっていることを知りパルクール集団メンバーの追跡を始める。偶然ファネットをスラム街で目撃したブサール警部もゴルゴ13（#106）との関連を疑い、彼女を追跡し始める。そしてファネットは辿りついたパルクール集団のアジトに突入し、これらの事件の真相を知るのであった。だがそこに悪人たちの魔の手が迫り、危機的状況に陥ったファネットの体に流れる血が制御しきれぬ力(『ゴルゴダの呼び声』)を呼び覚ましてしまう。
- 第4話「カフカスに花咲きて」 （ビッグコミック増刊 2023年3月号 掲載）

ファネットの屋敷にICPOの依頼を受けたブサール警部が訪れ、養父母の承諾を得ずにファネットを強引にジョージア(グルジア)に同行させる。ジョージアでは謎のロシア人武装勢力が災害に見舞われたBTCパイプラインを占拠し、復旧を妨害する事態が起きていた。かつてファネットの養父がロシアの大富豪(オリガルヒ)を治療した際、ファネットは大富豪の養女であるイラン人少女ザハラと親交を深めたのだが、謎の武装勢力にザハラが狙撃手として参加し、一人で古塔に篭城して復旧を妨害していたのだ。ウクライナ戦争の戦地を迂回するBTCパイプラインは、ロシアと対立する周辺諸国や西側にとって重要なパイプラインであったが、ジョージア正規軍を投入すればロシアとの戦火を招きかねない。そこでジョージア大統領に圧力を掛けられたICPOは、篭城するザハラを説得すべく親交のあったファネットを送るのだが、ファネットとザハラは銃撃戦になってしまう。そしてゴルゴもこの事態の終結後、また動いていたのであった。
- 第5話「パリ北駅（ノール）」 （ビッグコミック増刊 2023年6月号 掲載）

ファネットは知人の見送りのためパリ北駅を訪れるが、フランス社会に不満を持つ暴徒達による同時多発爆破テロと暴動事件に巻き込まれる。超人的身体能力により爆破テロと無差別銃撃から免れたファネットは、外部から孤立し多勢に無勢な状況で不調のエアライフルを頼りに一人で暴徒達に立ち向かう。そしてファネットはブサール警部と連絡を取ることに成功し、パリ警視庁捜査介入部（BRI-PP）部隊突入のために暴徒達への陽動を行うことになる。しかし陽動には成功するが、事件の首謀者である暴徒達のリーダー(本編第31話「暗い街灯の下で」参照。)が人質たちを処刑しようとしたため、やむなくファネットは不調のエアライフルを使い、 とっさに処刑を防いだために銃撃され、足を負傷して拘束されてしまう。BRI-PP部隊突入により暴徒達を制圧したブサール警部は、ファネットを人質に取ったリーダーを説得しようと試みる。ファネットも隙を突いて拘束から免れようとする。そしてゴルゴもこの事件の裏でまた動いていたのであった。
- 第6話「ニースの休日」 （ビッグコミック増刊 2023年8月号 掲載）

ファネットは負傷した足のリハビリとバカンスを兼ねて、地中海に面する南フランスのニースに同級生らと共に訪れ、同級生の祖母の家に滞在する。同級生らと海岸を散策中に、ファネットの奥深くに潜む存在(『ゴルゴダの呼び声』)を嗅ぎ取ったニース警察の麻薬捜査犬と異常を察した警察官に目を付けられる。ファネットは同級生の祖母の友人が経営するレストランを訪れるが、以前ゴルゴを目撃したことのある祖母の友人(本編第9話「南仏海岸」参照。)に、外見的特長からゴルゴと何らかの親族関係があるのではないかと尋ねられて動揺する。翌日、ファネットは沖合いに停泊する大型ヨット(本編第150話「PRIVATE TIME」参照。)を見て、どこか懐かしい感情を抱く。海面に漂う若い女性を見つけたファネットは、同級生の祖母の友人の助成により逗留していた英国人大学院生の男性と協力して救助するが、既に溺死していた。ニースでは観光客の若い女性が海で不審死する事件が多発していたのだ。そしてファネットにも魔の手が迫るのであった。
- 第7話「青（アズール）の絵葉書」 （ビッグコミック増刊 2023年10月号 掲載）

ファネットは10年前の襲撃事件(本編第562話「Gの遺伝子」参照。)の夢を見て、実母スザナは本当に助からなかったのか疑念を抱く。翌日、改心して芸術家を目指し絵葉書を売るパルクール集団(スピンオフ第3話「天使の箴言」参照。)と後輩の美術部部員の様子を見るため蚤の市を訪れる。そこに倒れた老婆が担ぎ込まれファネットの養父母の病院で治療を受けるが意識不明の危篤状態であった。老婆は長年蚤の市で版画の青の絵葉書を売り続ける有名人で知られ、版画の原版を引ったくった犯人を追いかけて事件に巻き込まれたという。偶然ファネットを蚤の市で目撃したブサール警部の部下であるダルトワは、ゴルゴ13（#106）との事件の関連性を疑い彼女の行動に警戒をする。ファネットは老婆の青の絵葉書と特徴ある手書きの文字を手がかりに、美術品密売商(スピンオフ第3話「天使の箴言」参照。)やスラム街の顔役ジョニーの手を借り、事件の首謀者が滞在するホテルを突き止め一人で乗り込むのだが、悪人たちの魔の手が迫るのであった。
- 第8話「鉱石戦争」 （ビッグコミック増刊 2023年12月号 掲載）

ファネットは登校途中に送迎バス運転手トディの夫であるサシャ・エルー(本編第435話「地上の太陽」参照。)が監禁されたことを知り、トディをブサール警部の元へ連れて行く。ブサール警部の上司であるドルミエ警視正(本編第159話「メスリーヌの猫」参照。)とICPOにより、西アフリカ・ニジェールとのウラン鉱石取引交渉への協力をフランスCEAから依頼されたサシャの参加する交渉団が、現地でロシアの傭兵組織に拉致されたことが判明する。ICPOはファネットに対して、ロシア傭兵組織の内情に詳しいザハラ(スピンオフ第4話「カフカスに花咲きて」参照。)と共に、現地で活動するICPOの覆面捜査官と連携した人質奪還のための協力を依頼する。即座に依頼を了承したファネットであったが、現地での危険を覚悟するうちに『ゴルゴダの呼び声』を呼び覚まし、様子が一変してゴルゴのような鋭い目付きの冷酷な表情となる。到着したニジェールの空港にて合流するはずだったICPOの覆面捜査官が拘束されたと察したファネットはザハラと二人だけで事件解決を目指し、サシャの交渉団の監禁場所でありロシア傭兵組織の拠点である病院に潜入する。だが普段は優しいファネットによる冷酷な言動や行動にザハラはショックを受けてしまう。そしてザハラの射撃教官だったソーニャ(本編第4話「色あせた紋章」参照。)と対面を果たすが、『ゴルゴ13の娘・関係者』と疑われるファネット・ゴベールを取り巻く、各国の捜査機関及び情報機関による思惑の片鱗を覗かせることになるのであった。

## 書籍情報・関連書籍・参考文献など
- さいとう・たかを 『ゴルゴ13』206巻、 リイド社〈SPコミックス版〉 2022年9月5日発売 ISBN 978-4-8458-3532-4
- さいとう・たかを 『ゴルゴ13』216巻、 リイド社〈SPコミックス版〉 2025年4月4日発売 ISBN 978-4-8458-6884-1
- さいとう・たかを 『改訂版「ゴルゴ13」リーダーズ・チョイス』 小学館 2018年1月26日発売 ISBN 978-4-09-179244-0
- 原作:さいとう・たかを/さいとう・プロ作品 『ゴルゴ13 スピンオフシリーズ 2 Gの遺伝子 少女ファネット 1』 小学館〈ビッグコミックス〉 2023年5月30日発売 ISBN 978-4-09-861824-8
- 原作:さいとう・たかを/さいとう・プロ作品 『ゴルゴ13 スピンオフシリーズ 2 Gの遺伝子 少女ファネット 2』 小学館〈ビッグコミックス〉 2024年2月29日発売 ISBN 978-4-09-862756-1